# (7922) 1983 CO3
(7922) 1983 CO3 (1983 CO3, 1972 AJ) — астероїд головного поясу, відкритий 12 лютого 1983 року.
Тіссеранів параметр щодо Юпітера — 3,158.